# 北海道道693号鷹泊鷹泊停車場線
北海道道693号鷹泊鷹泊停車場線（ほっかいどうどう693ごう たかどまりたかどまりていしゃじょうせん）は、北海道深川市を結ぶ一般道道（北海道道）である。

## 概要

### 路線データ
- 起点：北海道深川市鷹泊（鷹泊貯水池）
- 終点：北海道深川市鷹泊（旧JR北海道 深名線 鷹泊駅跡）
- 路線延長：5.6 km（内、重複区間0.7 km）

## 歴史
- 1971年（昭和46年）3月31日 - 路線認定[1]。

## 路線状況

### 重複区間
- 鷹泊（国道275号）

## 地理

### 通過する自治体
- 空知総合振興局
  - 深川市

### 交差する道路
深川市
- 国道275号 - 鷹泊（重複）